# Tirol Cycling Team/Saison 2014
Dieser Artikel listet Erfolge und Fahrer des Radsportteams Tirol in der Saison 2014 auf.

## Erfolge in der UCI Europe Tour
In den Rennen der Saison 2014 der UCI Europe Tour gelangen die nachstehenden Erfolge.
| Datum              | Rennen                                                 | Kat. | Sieger             |
| ------------------ | ------------------------------------------------------ | ---- | ------------------ |
| 13. März           | Prolog Istrian Spring Trophy                           | 2.2  | Gregor Mühlberger  |
| 6. April           | Trofeo Banca Popolare di Vicenza                       | 1.2U | Gregor Mühlberger  |
| 1. Mai             | 3. Etappe Carpathian Couriers Race (EZF)               | 2.2U | Gregor Mühlberger  |
| 29. April – 4. Mai | Gesamtwertung Carpathian Couriers Race                 | 2.2U | Gregor Mühlberger  |
| 18.–25. Mai        | Gesamtwertung An Post Rás                              | 2.2  | Clemens Fankhauser |
| 22. Juni           | 3. Etappe Oberösterreichrundfahrt                      | 2.2  | Gregor Mühlberger  |
| 27. Juni           | Österreichische Meisterschaft – Einzelzeitfahren (U23) | CN   | Gregor Mühlberger  |
| 29. Juni           | Österreichische Meisterschaft – Straßenrennen (U23)    | CN   | Gregor Mühlberger  |
| 6. September       | 5. Etappe Giro della Regione Friuli Venezia Giulia     | 2.2  | Martin Weiss       |
| 13. September      | Tour Bohemia                                           | 1.2  | Lukas Pöstlberger  |

## Zugänge – Abgänge
| Zugänge                     | Team 2013           | Abgänge           | Team 2014                      |
| --------------------------- | ------------------- | ----------------- | ------------------------------ |
| Lukas Pöstlberger           | Gourmetfein Simplon | Jan Tratnik       | Amplatz-BMC                    |
| Josef Benetseder            | WSA                 | Jure Golčer       | Gourmetfein Simplon Wels       |
| Florian Schipflinger        | Neoprofi            | Mario Schoibl     | Gourmetfein Simplon Wels       |
| Mario Stock                 | Neoprofi            | Marc Obkircher    | Union Raiffeisen Radteam Tirol |
| Alexander Wachter           | Neoprofi            | Harald Totschnig  | Karriereende                   |
| Dominik Hrinkow (ab 26.05.) | Team Vorarlberg     | Federico Pozzetto | Unbekannt                      |

## Mannschaft
| Name                 | Geburtstag         | Nationalität |
| -------------------- | ------------------ | ------------ |
| Josef Benetseder     | 10. Februar 1983   | Österreich   |
| Patrick Bosman       | 16. Januar 1994    | Österreich   |
| Tobias Derler        | 21. Januar 1994    | Österreich   |
| Clemens Fankhauser   | 2. September 1985  | Österreich   |
| Dominik Hrinkow      | 4. August 1988     | Österreich   |
| Hannes Kapeller      | 29. Mai 1990       | Österreich   |
| Gregor Mühlberger    | 4. April 1994      | Österreich   |
| Lukas Pöstlberger    | 10. Januar 1992    | Österreich   |
| Stefan Praxmarer     | 1. März 1989       | Österreich   |
| Florian Schipflinger | 4. März 1995       | Österreich   |
| Patrick Schultus     | 27. Januar 1994    | Österreich   |
| Mario Stock          | 17. September 1995 | Österreich   |
| Alexander Wachter    | 21. Januar 1995    | Österreich   |
| Martin Weiss         | 15. April 1991     | Österreich   |
| David Wöhrer         | 14. Februar 1990   | Österreich   |